# جيمس بيشوب (رسام)
جيمس بيشوب (بالإنجليزية: James Bishop)‏ هو رسام أمريكي، ولد في 1927 في نيوشو ‏ في الولايات المتحدة.